# プロ志望届
プロ志望届（プロしぼうとどけ）は、プロスポーツを志す日本の学生が所属する連盟に提出する届出書類。
現在、野球やバスケットボールにおいて制度化されており、本項では双方について解説する。

## プロ野球
正式名称は「プロ野球志望届」。
プロ野球団に入団を志す高等学校3年在籍者が日本高等学校野球連盟に、大学4年在籍者が全日本大学野球連盟傘下の所属する大学野球連盟に提出する。「プロ野球団」は日本野球機構（NPB）、日本国内における独立リーグ（四国アイランドリーグplus、ベースボール・チャレンジ・リーグなど。また、日本女子プロ野球機構所属球団の入団を希望する女子部員含む）のほか、海外のものも含まれている。

### 概要
全国高等学校野球選手権大会閉幕後に受付を開始し、プロ野球ドラフト会議開催日の2週間前に締め切る。プロ志望届を出さなかった者は大学進学もしくは一般企業就職希望者とみなされ、プロ野球のドラフト指名を受けることができない。
なお、日本国内における独立リーグのトライアウトを受験する目的で提出する場合、NPB締切日以降の提出も認められる。

### 背景
2003年度まで、高校卒業見込者がプロ野球球団関係者と交渉するためには、日本高等学校野球連盟の地方組織に退部届を提出する必要があった。
しかし、大学進学希望者や社会人野球希望者をプロ球団が強行指名してのトラブルが続出したこと（1973年の阪急・江川卓(最終的には入団拒否)、1981年の西武・工藤公康、1985年の巨人・KKドラフト事件（桑田真澄）、1994年のダイエー・城島健司などの例）や退部届提出者は高校野球部とも縁が切れるため、退部後の規律違反（未成年喫煙・飲酒等）を問えないといった問題があり、こうした背景から2004年度よりプロ志望届が制度化され、プロ野球球団関係者との交渉条件も「野球部退部」から「プロ志望届提出」に変化した。
また2007年春、プロ野球の球団から、大学生が金品を授受していた（日本学生野球憲章で禁じられている）行為が再度発覚した件を受け、プロ野球への希望入団枠が廃止され、ドラフト会議の日時を学生野球シーズンの最中に早める案（高校・大学・社会人の一本化案）が検討された過程で、2007年度より大学生にもプロ志望届の提出が義務付けられた。ただし、プロ・アマ規定などにより、プロ野球団の入団テストを受けるためには退部する必要があり、それに伴い大学生は退部届を提出していれば、指名を受けることも可能となっている。2009年の育成ドラフトで読売ジャイアンツに5位指名された神田直輝（群馬大学教育学部）は同大学の準硬式野球部出身でプロ志望届は提出していなかったものの、入団テスト受験に際し退部届を提出していたことからこの制度が適用された。2013年の育成ドラフトで同球団に2位指名された長江翔太（大阪経済大学）も同様のケースで指名されたが、その時間では全日本大学野球連盟に連絡を取ることができず（退部届提出者名簿は用意されておらず、その都度連盟に確認していた）、保留扱いとなった。翌日、長江の退部届の提出が確認され指名が承認された。

### 提出後の扱い
プロ志望届提出者は、提出後も学校に退部届を提出しなければ、野球部在籍者とみなされる。
また、卒業まで、未成年喫煙・飲酒等の規律違反に対し、処分の対象となる（卒業前のプロキャンプ中の喫煙が発覚して謹慎処分をうけたダルビッシュ有など）。

### その他
2005年までは、プロ志望届を提出しながらドラフト指名のなかった高校生について、プロ志望届提出のメリットは何ら無しに等しかったが、2006年からは、プロ志望届提出者で過去ドラフト指名を受けなかった四国アイランドリーグ在籍者は、高校を卒業した翌年度から、ドラフト指名の対象となることが可能となった。この規定は2007年以降発足のベースボール・チャレンジ・リーグなどの独立リーグにも適用されている。
従来、高校3年時のドラフトで指名されなかった者が高校を卒業した翌年度にドラフト指名を受けるには、自己出費で野球浪人するしかなかったことに比べると（大学は中途退学しても指名対象から外され、社会人野球は高卒後は3年間在籍しなければ休廃部の場合を除いてドラフト指名を受けられない）、NPB昇格を目指して野球に専念できる環境にいられることで、高校卒業見込み時にプロ志望届を出すことが大きな意味を持つことになる。

### 提出者数
「プロ野球志望届」を提出し、かつ「NPBドラフト対象選手」として公示された人数は以下の通り。高校生の対象者は高野連が、大学生の対象者は全日本大学野球連盟が発表する。下記の人数には含まれないが、独立リーグチームへの入団テスト受験等を意図した「NPBドラフト対象外」選手の名簿も両連盟から逐次発表されている。
- 2004年：高校生77人
- 2005年：高校生112人
- 2006年：高校生103人
- 2007年：高校生106人・大学生101人
- 2008年：高校生94人・大学生112人
- 2009年：高校生113人・大学生104人[2][3]
- 2010年：高校生95人・大学生98人
- 2011年：高校生87人・大学生77人
- 2012年：高校生95人・大学生85人
- 2013年：高校生71人・大学生56人
- 2014年：高校生94人・大学生71人
- 2015年：高校生78人・大学生81人
- 2016年：高校生105人・大学生111人
- 2017年：高校生106人・大学生105人
- 2018年：高校生123人・大学生127人
- 2019年：高校生139人・大学生108人
- 2020年：高校生215人[注釈 2]・大学生158人
- 2021年：高校生159人・大学生139人
- 2022年：高校生154人・大学生187人
- 2023年：高校生139人・大学生172人
- 2024年：高校生159人・大学生162人

## プロバスケットボール
日本プロバスケットボールリーグ（bjリーグ）を志す高等学校3年在籍者が全国高等学校体育連盟バスケットボール専門部に提出する。2011-12シーズンの新人選手契約制度改定に伴い明確化された。
プロ志望届は全国高等学校バスケットボール選抜優勝大会閉幕後より受付を開始。プロ志望届提出者は交渉選手登録名簿に記載され、bjリーグ合同トライアウトを経ることなく球団と契約交渉を行う権利を得ることができるとされる。全日本総合バスケットボール選手権大会までに記載されればアーリーエントリーとして在学中より選手登録が可能となる。
なお、大学4年や合同トライアウトを受験してbjリーグ球団と契約を目指す者、ナショナル・バスケットボール・リーグ（NBL）及びナショナル・バスケットボール・デベロップメント・リーグ（NBDL）のチームとプロ契約交渉を行う者、海外でプロを目指す者に対してはプロ志望届の提出義務は課されない。
また、2016年にbjリーグとNBL・NBDLが統合して発足されたジャパン・プロフェッショナル・バスケットボールリーグ（B.LEAGUE）では現時点でプロ志望届は存在しないが、2025年に第1回を開催予定としているドラフト会議で採用を検討中の段階にある。